# Eduardo Cavaliere
Eduardo Cavaliere Gonçalves Pinto (Rio de Janeiro, 29 de setembro de 1994) é um advogado e político brasileiro filiado ao PSD. É o atual vice-prefeito do Rio de Janeiro.
Cavaliere é formado em Direito pela Fundação Getúlio Vargas (FGV). Foi secretário de Meio Ambiente do município do Rio de Janeiro entre 2021 e 2023, na gestão do prefeito Eduardo Paes, e Secretário da Casa Civil do município de 2023 até 2024.
Em outubro de 2021, foi delegado do Brasil na Conferência das Nações Unidas sobre Mudanças Climáticas de 2021, a COP26, e em junho de 2022, na Estocolmo+50, organizada pelo Governo da Suécia e convocada pela Assembleia Geral das Nações Unidas.
Em 2022, Cavaliere foi eleito deputado estadual pelo Rio de Janeiro, com 33.688 votos.
Em 2024, Cavaliere foi eleito vice-prefeito do município do Rio de Janeiro em primeiro turno, na chapa encabeçada por Eduardo Paes, tomando posse do mandato em 1º de janeiro de 2025.